# The Ex List
The Ex List ist eine US-amerikanische Fernsehserie, die am 3. Oktober 2008 ihre Premiere beim Sender CBS hatte. 
Die Serie besteht aus 13 Folgen in einer Staffel, da die Serie aufgrund geringer Einschaltquoten eingestellt wurde.

## Inhalt
Nachdem eine Wahrsagerin ihr mitteilt, sie habe schon ihren zukünftigen Mann getroffen, versucht die Protagonistin, alle ihre vergangenen Beziehungen zu überdenken, um zu bestimmen, welcher ihrer Verflossenen wohl der gemeinte Mann war. Laut der Vorhersage wird sie für immer Single bleiben, sollte sie nicht herausfinden, wer der Besagte ist.

## Darsteller

### Hauptfiguren
- Elizabeth Reaser als Bella Bloom
- Rachel Boston als Daphne Bloom
- Alex Breckenridge als Vivian
- Mark Deklin als Elliott
- Adam Rothenberg als Augie
- Amir Talai als Cyrus
- Anne Bedian als Marina, die Wahrsagerin
- Josh Braaten als Marty

### Exfreunde
- Eric Balfour als Johnny Diamont (Episode 1)
- Eric Winter als Jake Turner (Episode 2)
- Michael Weaver als  Ronny (Episode 3)
- Brian Van Holt als Shane Gallagher (Episode 4)
- Michael Landes als Josh Dubinsky (Episode 5)
- Reid Scott als Steve Bolla (Episode 6)
- Kevin Sorbo als Professor Harris Bertram (Episode 7)
- Josh Cooke als Luke Crane (Episode 8)
- James Tupper als DP (Episode 9)
- Ben Weber als James Thorp (Episode 10)
- Josh Stamberg als Wade Redden (Episode 11)
- Kristoffer Polaha als Philip Emmerson  (Episode 12)
- Michael McLafferty als Roy Avis  (Episode 13)
- Melanie Specht als Tessa (Episode 13)